# Eduardo Bruno (politico)
Eduardo Bruno (Rose, 10 settembre 1951) è un politico italiano.

## Biografia
Nato in Calabria, si trasferisce in Toscana in giovane età. Laureato in architettura. È stato membro del PCI. 
Viene eletto alla Camera dei deputati nel 1996 nelle file di Rifondazione Comunista e viene designato come membro della Commissione Trasporti, Poste e Telecomunicazioni. Dopo la caduta del Governo Prodi, nell'ottobre 1998 segue Armando Cossutta e Oliviero Diliberto nella scissione che dà vita al Partito dei Comunisti Italiani. Con tale partito, alle elezioni regionali del 2005, viene eletto nel Consiglio Regionale della Toscana, dove ricopre il ruolo di Presidente della Commissione Lavoro.
Nel 2009 aderisce al neonato movimento "Comunisti - Sinistra Popolare" di Marco Rizzo, che assumerà in seguito il nome di Partito Comunista.